# Swimming Pool (2003)
Swimming Pool (bra: Swimming Pool - À Beira da Piscina; prt: Swimming Pool) é um filme franco-inglês de 2003, um thriller psicológico com toques de mistério estrelado por Charlotte Rampling e Ludivine Sagnier e dirigido por François Ozon. O enredo se concentra em uma romancista policial britânica, Sarah Morton, que viaja para a luxuosa casa de verão de sua editora no sul da França a fim de trabalhar em seu próximo livro. No entanto, a chegada de Julie, que afirma ser filha do editor, provoca complicações e subsequente.

## Elenco
- Charlotte Rampling - Sarah Morton
- Ludivine Sagnier - Julie
- Charles Dance - John Bosload
- Jean-Marie Lamour - Franck
- Marc Fayolle - Marcel
- Mireille Mossé - Marcel's daughter
- Lauren Farrow - Julia
- Sebastian Harcombe - Terry Long

## Produção
Apesar de protagonista do filme ser britânica e os dois personagens principais serem bilíngues, a quase totalidade do enredo se desenvolve na França e os diálogos são nas duas línguas.
Swimming Pool foi lançado no Festival de Cannes em maio de 2003 e estreou para o público em geral alguns dias mais tarde.
Bem recebido pela crítica e público, o filme lançou controvérsias a respeito de sua natureza ambígua e final nebuloso que pode ser interpretado de várias maneiras. Sobre isto, o próprio diretor declarou:
| “ | O personagem de Charlotte mistura fantasia com realidade. Apesar de no filme tudo relativo à fantasia seja parte do ato de criação, ele é mais sugerido do que mostrado concretamente, causando confusão. Em termos de direção, eu tratei tudo que possa ser imaginário no filme de uma maneira realista, assim você pode ver tudo - fantasia e realidade - no mesmo plano" | ” |

## Recepção
No agregador de críticas Rotten Tomatoes, que categoriza as opiniões apenas como positivas ou negativas, o filme tem um índice de aprovação de 83% com base em 154 comentários dos críticos. O consenso crítico do site diz: "Um thriller sensual com dois atores envolventes que exigem nossa atenção total." Já no agregador Metacritic, com base em 37 avaliações, o filme tem uma média ponderada de 57 entre 100, com a indicação de "revisões geralmente favoráveis".
Roger Ebert deu uma crítica positiva ao filme e afirmou que "François Ozon, o diretor e co-escritor (com Emmanuèle Bernheim), entende como Hitchcock deu os pequenos passos pelos quais uma decisão errada se transforma em um pesadelo paranóico aterrorizante". Neil Smith, da BBC, também elogiou o filme, chamando-o de "melodrama psicológico envolvente" e "thriller hitchcockiano".

## Bilheteria
O filme custou cerca de US$8 milhões e arrecadou mais de US$22 milhões mundialmente (US$10 milhões apenas nos Estados Unidos), sendo considerado um sucesso financeiro.